# 热利科·马图什
热利科·马图什（1935年8月9日—），克罗地亚男子足球运动员。他曾代表南斯拉夫国奥队参加1960年夏季奥林匹克运动会足球比赛，获得一枚金牌。